# A History of British Birds
A History of British Birds är en illustrerad naturhistorisk bok av Thomas Bewick, som utgavs i två volymer: "Land Birds" 1797 och "Water Birds" 1804, med ett supplement 1821. 
Texten i "Land Birds" skrevs av Ralph Beilby, medan Thomas Bewick själv skrev texten i den andra volymen. Boken innehåller vackra och detaljrika träsnitt, vilka anses vara Thomas Bewicks bästa verk, och också bland de bästa träsnitt som gjorts över huvud taget.
British Birds förekommer i Charlotte Brontës roman Jane Eyre, och William Wordsworth lovprisade Bewicks genialitet i de första raderna av sin dikt "The Two Thieves".
Boken var i praktiken den första fältguiden för amatörornitologer. Den ger välliknande bilder av varje art för sig och anger trivialnamn och vetenskapliga namn med angivande av vilka institutioner som gett namnen. De olika fågelarterna beskrivs, inklusive deras utbredning och beteende, ofta med utförliga citat från skriftliga källor eller från korrespondens. Bidragsgivare till text och avbildade uppstoppade djur ackrediteras också. 
Beskrivningen av varje art började på en ny sida och i slutet av varje artikel fanns en slutvinjett, som utgjorde små och ofta humoristiska skildringar av livet på landsbygden.

## Bildgalleri, fåglar

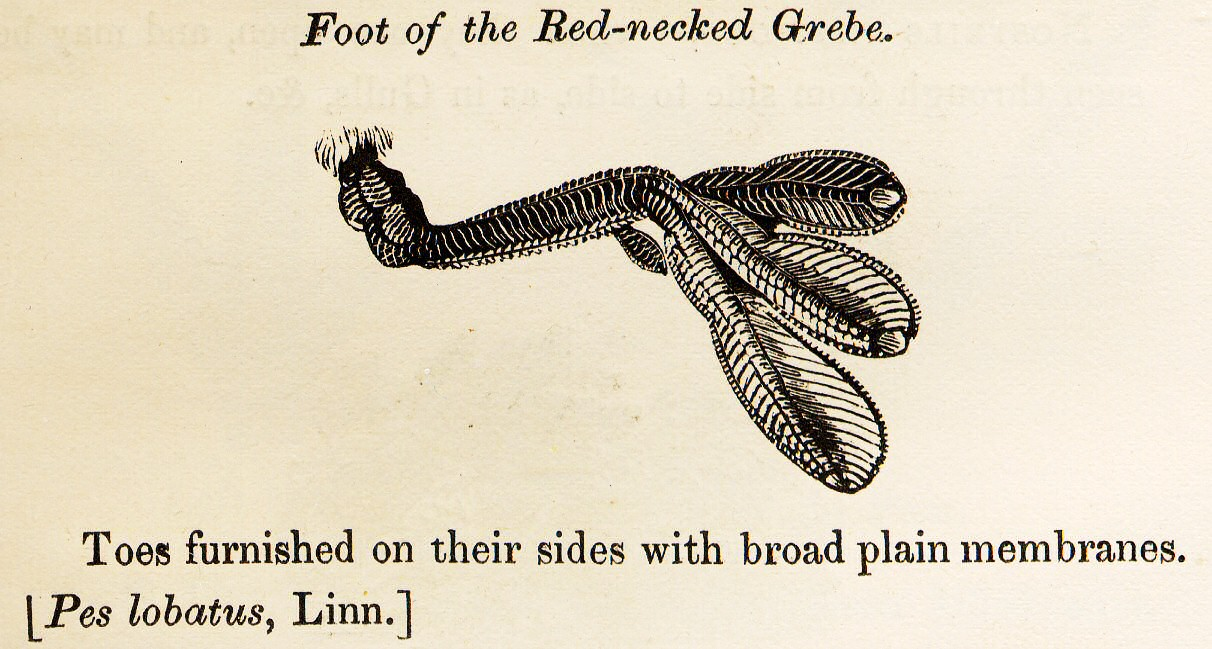
Illustration till Gråhakedopping
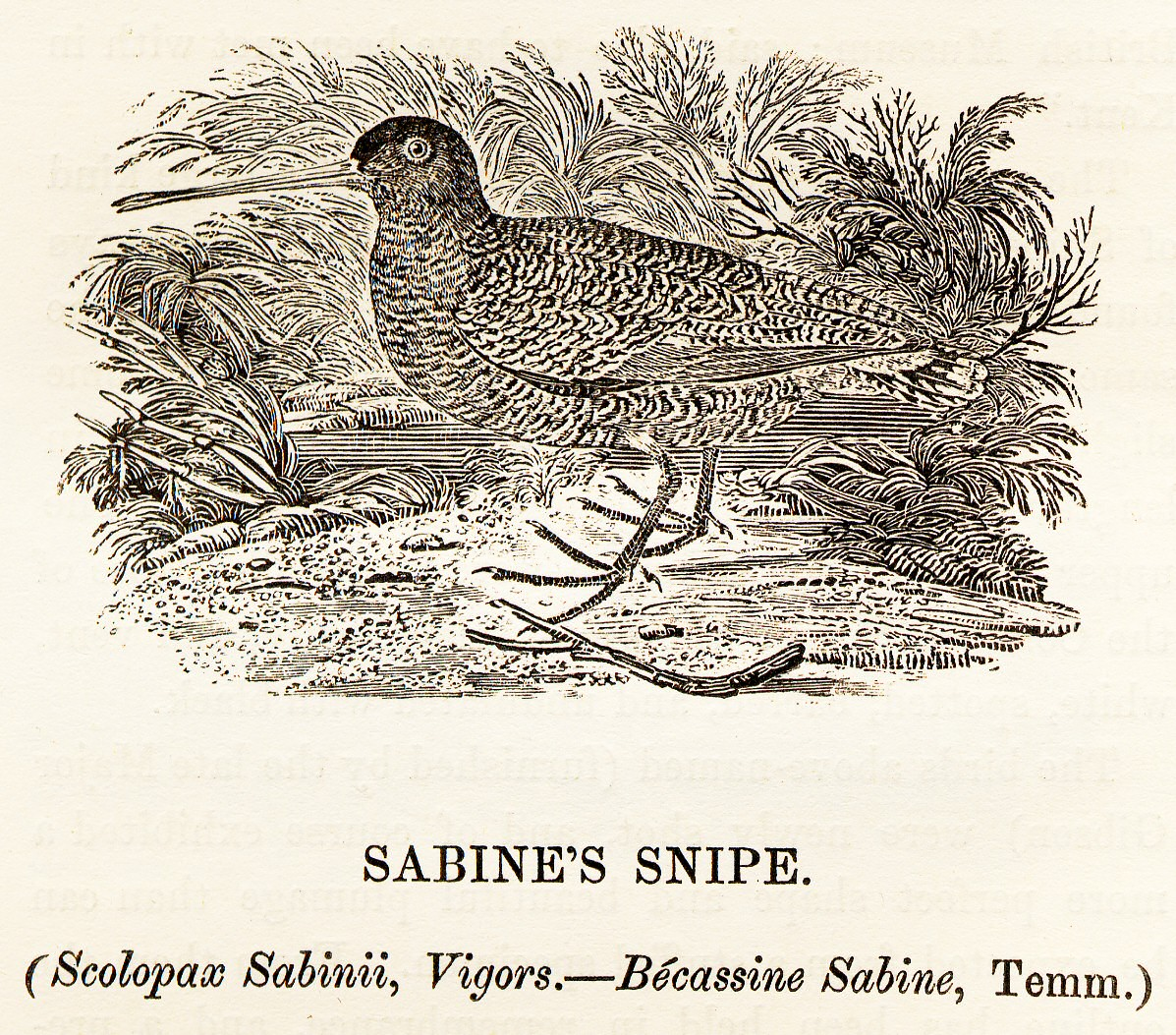
Sabine's Snipe, tillagd i senare utgåvor, efter att ha beskrivits av Nicholas Aylward Vigors 1825
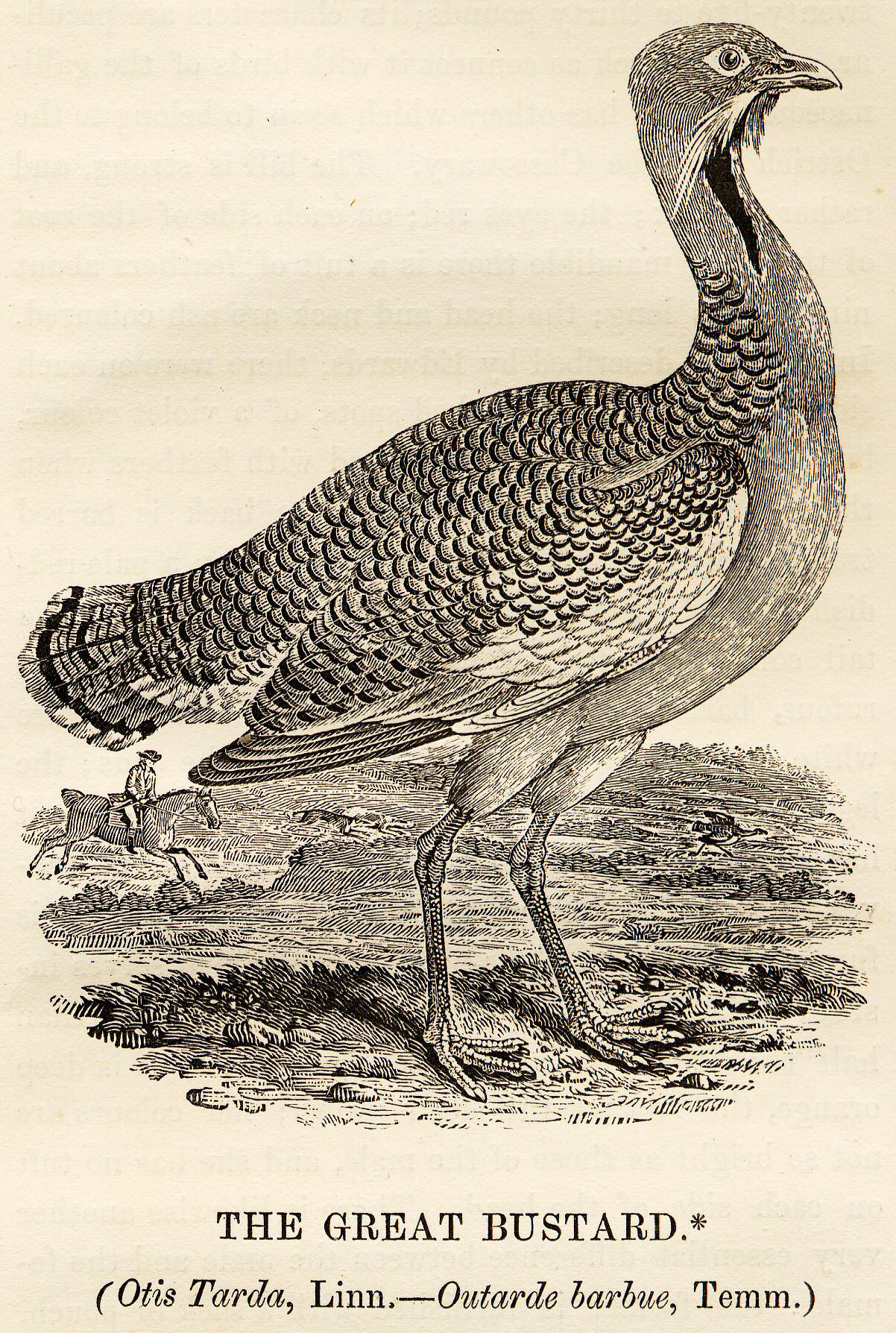
Stortrapp
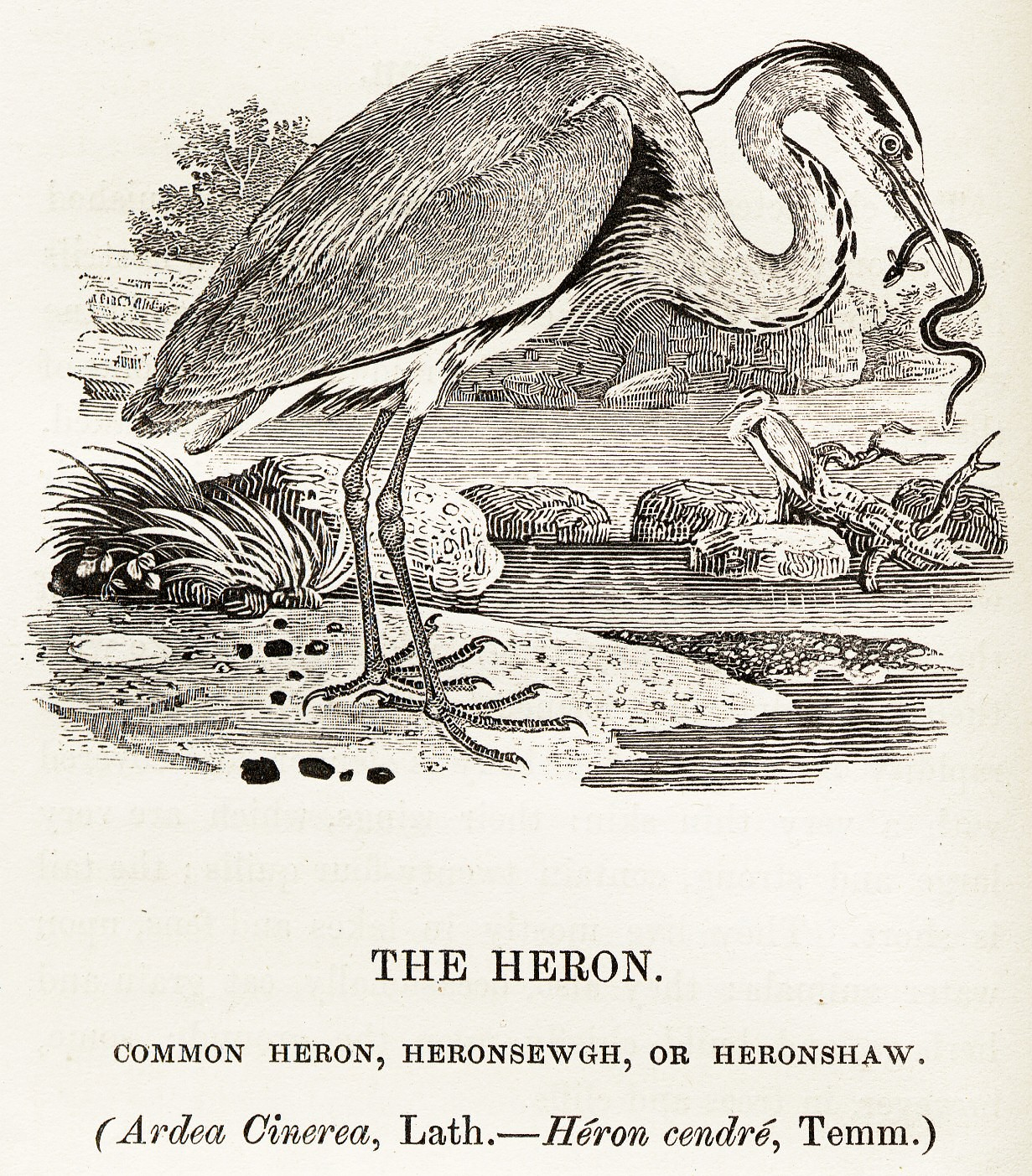
Gråhäger
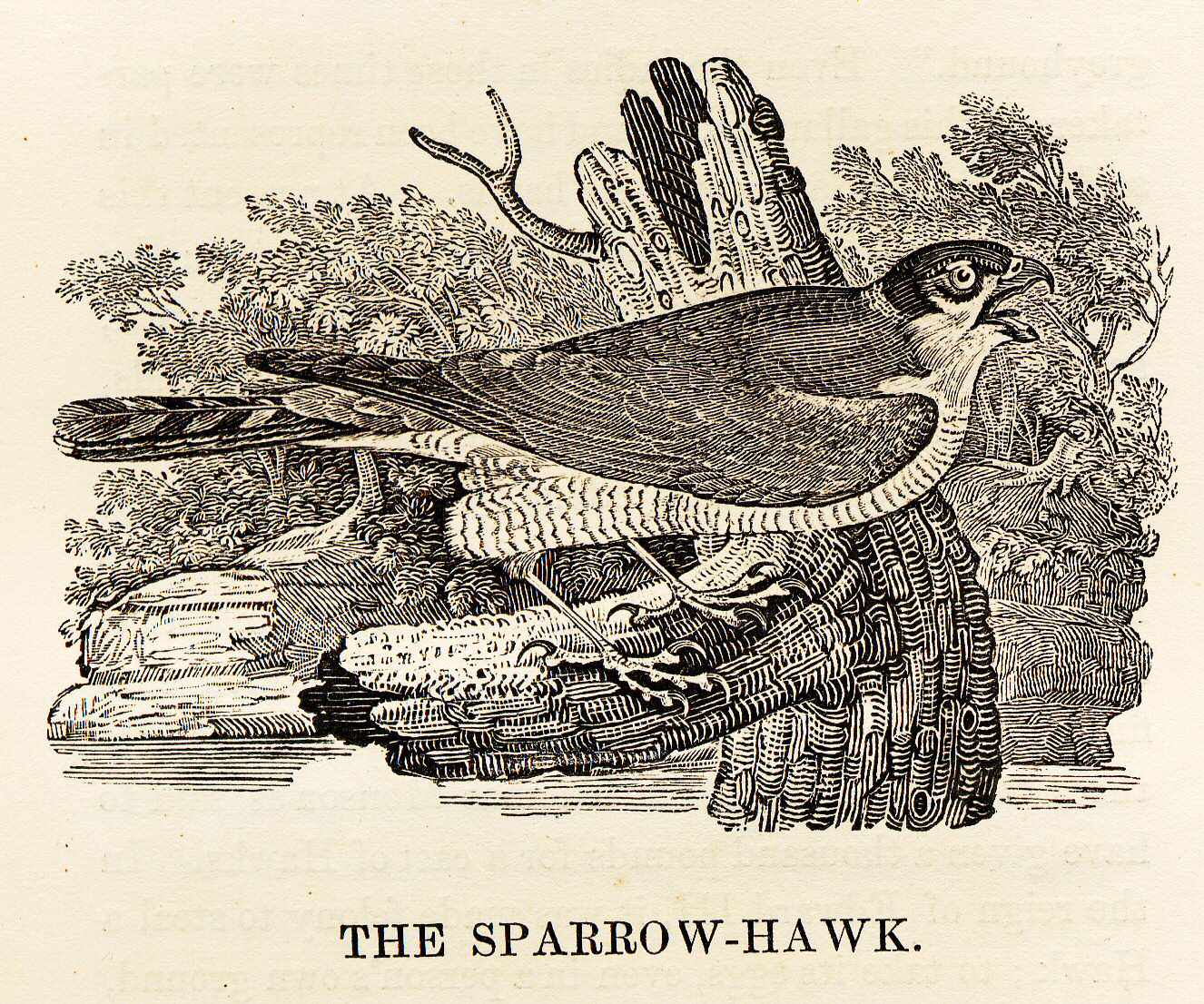
Sparvhök
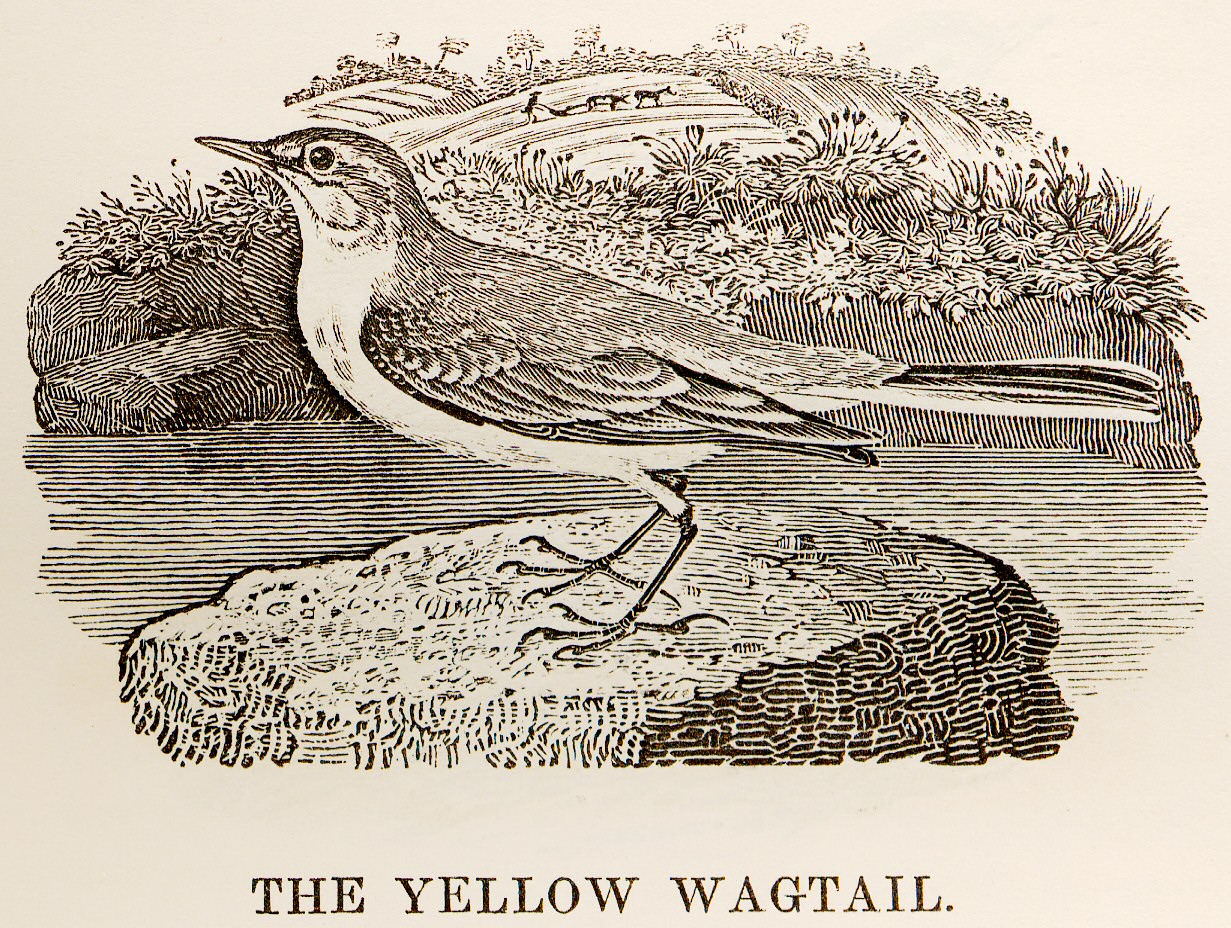
Gulärla

## Bildgalleri, landsbygdsmotiv

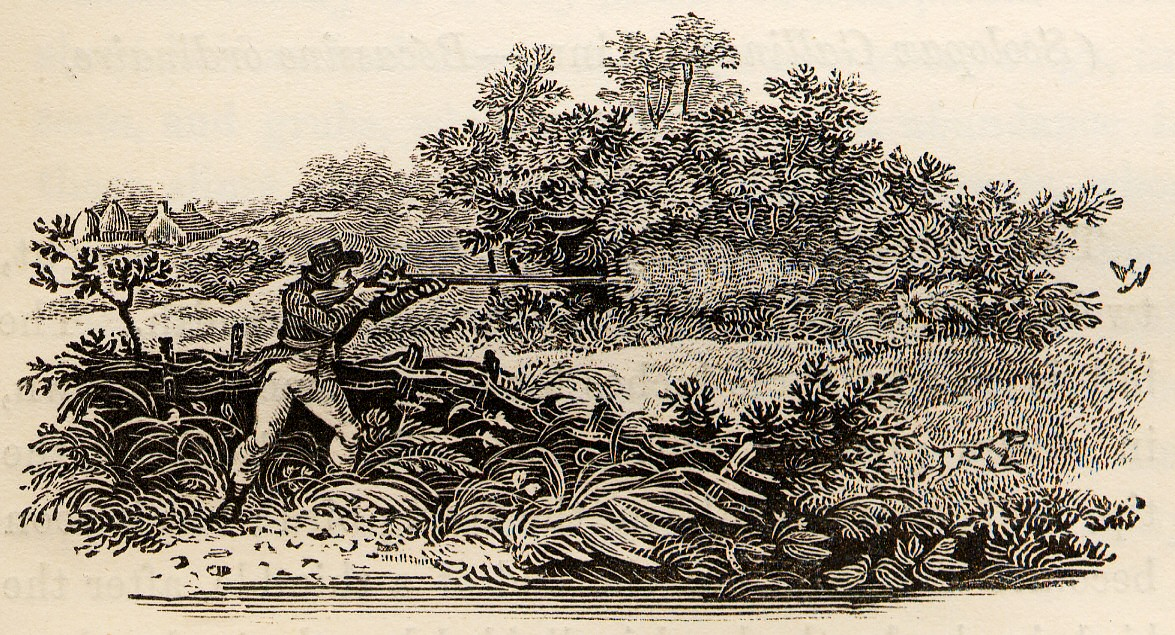
Slutvinjett i artikeln om Sabine's beckasin, som visar fågeljakt med gevär från gömsle
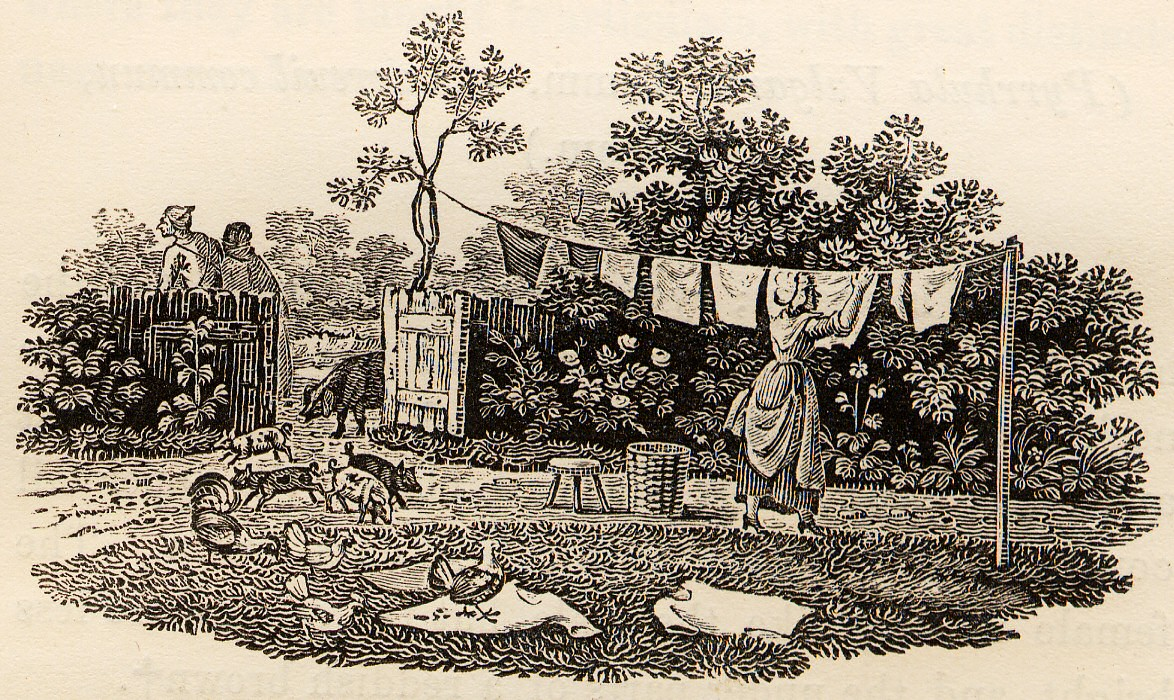
Slutvinjett, som visar tvätt av grisar och kycklingar.
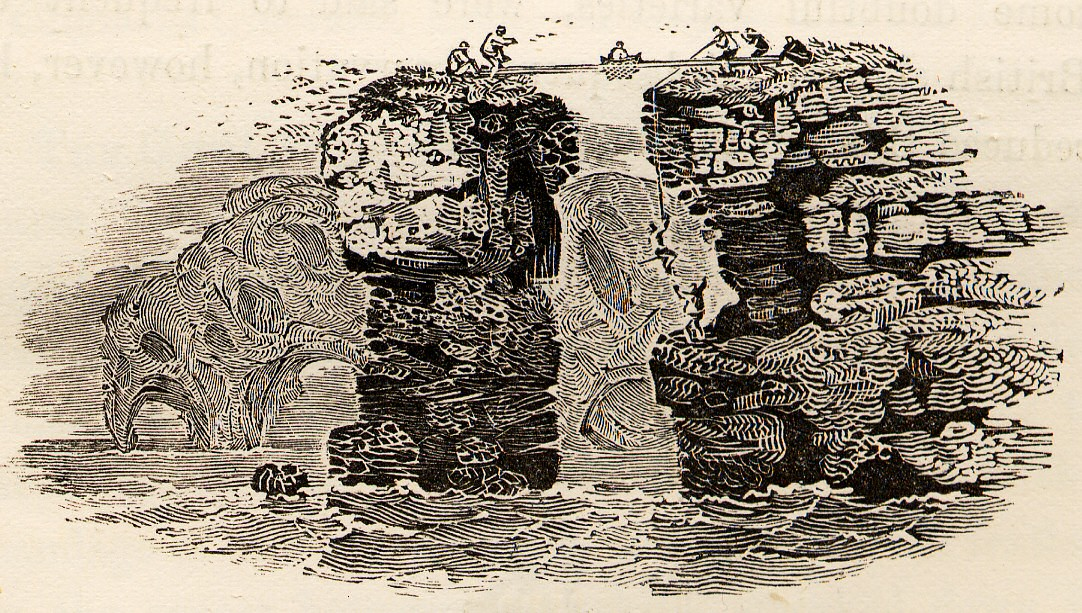
Slutvinjett som visar insamling av  fågelägg på fågelklippor.
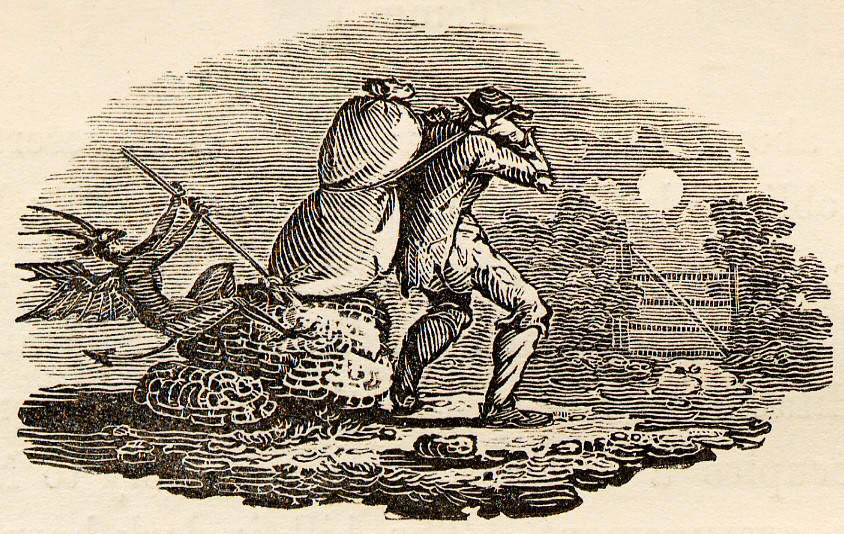
Slutvinjett, som omnämns i kapitel 1 av Charlotte Brontës Jane Eyre: "The fiend pinning down the thief's pack behind him, I passed over quickly: it was an object of terror."
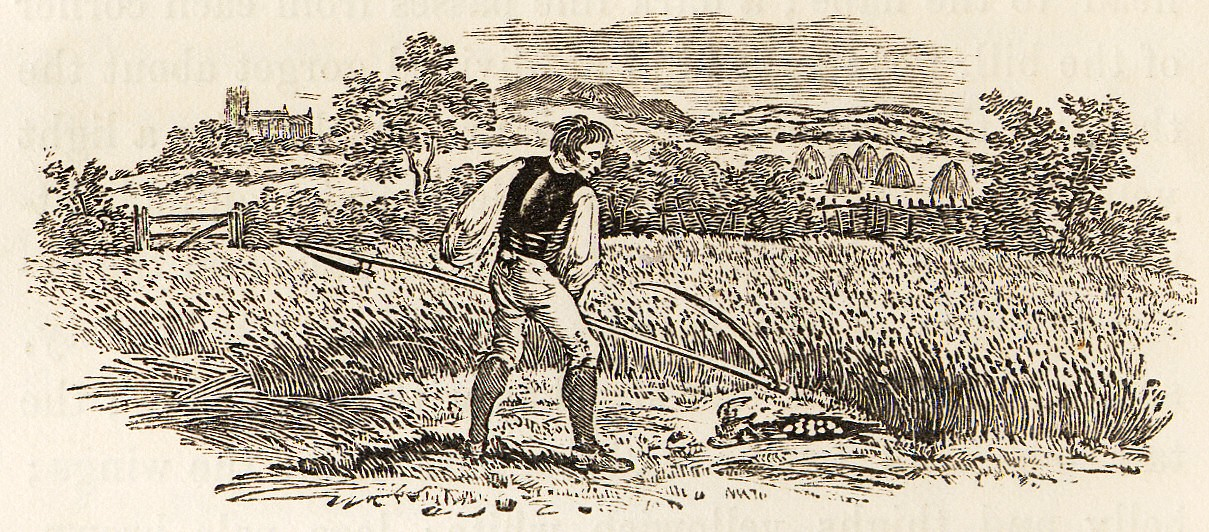
Slutvinjett som visar en skördeman, som just funnit ut att han dödat en fågel i sitt bo.
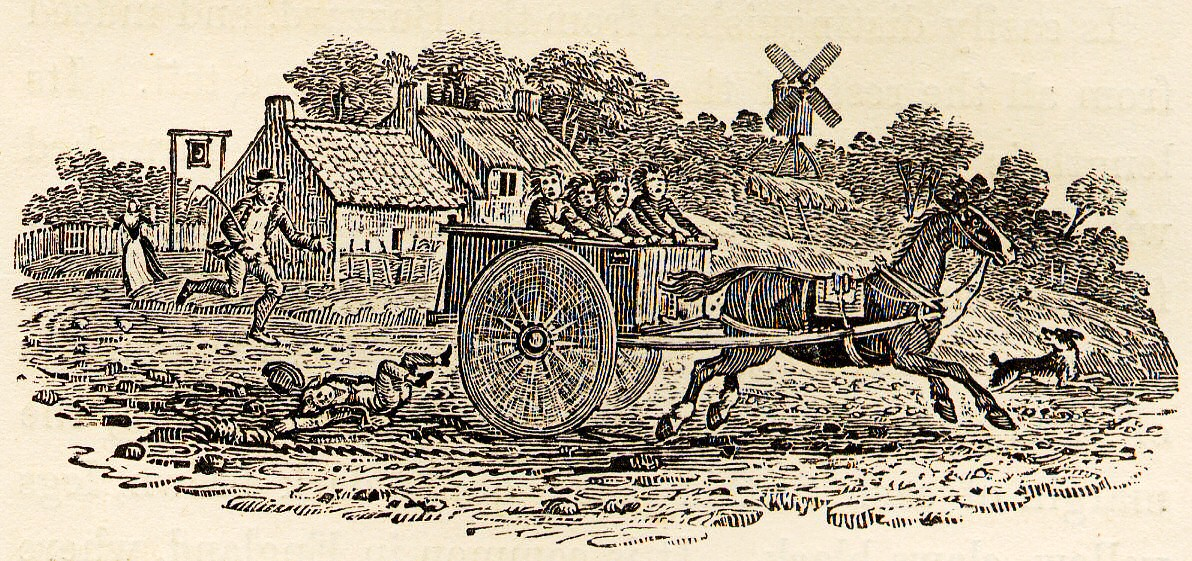
Barn i en skenande vagn.
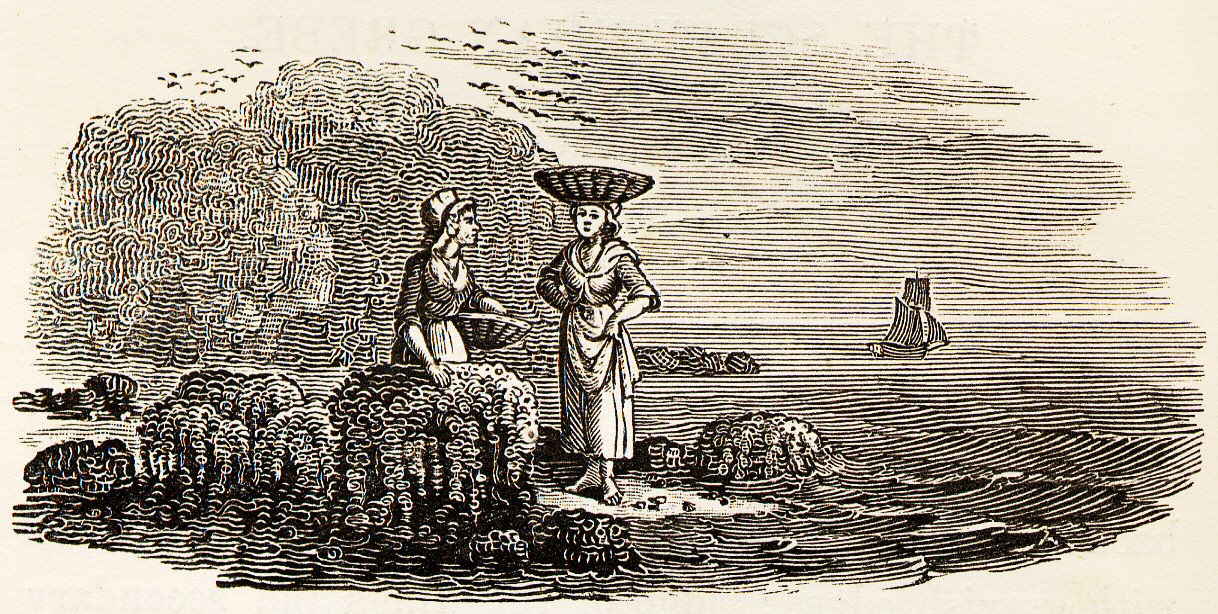
Kvinnor som samlar snäckor.
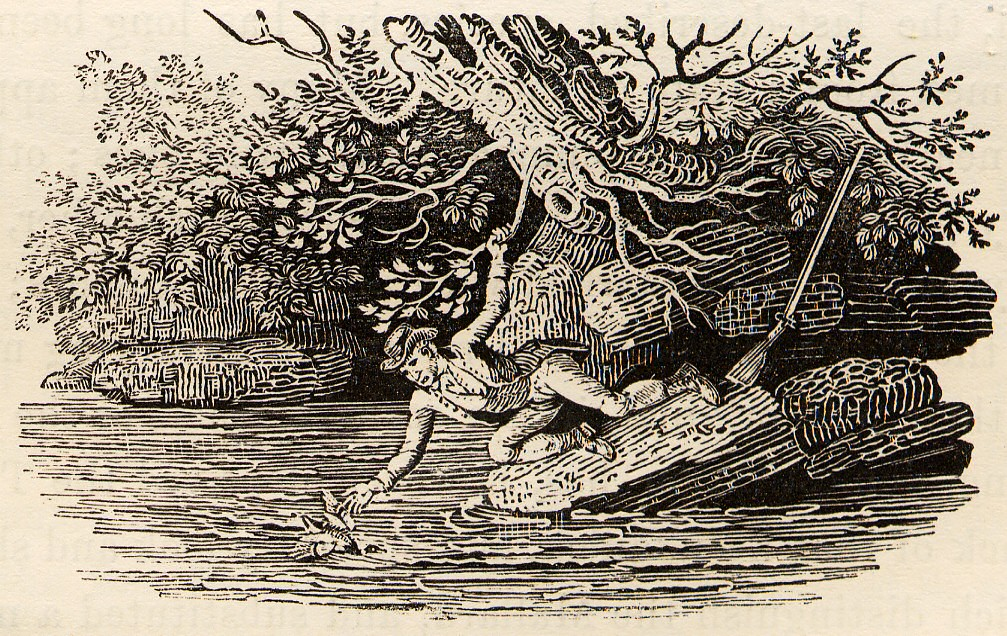
Jägare som omsorgsfullt tar hand om en and från en flod.
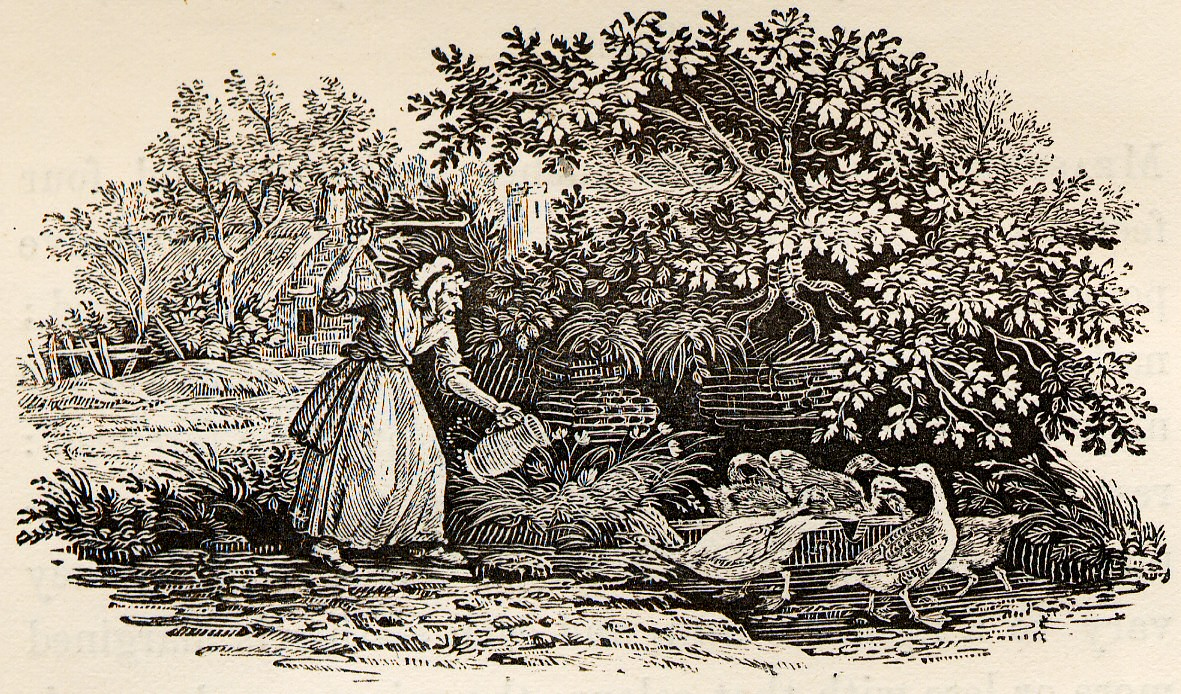
Gamla kvinnor och ankor.
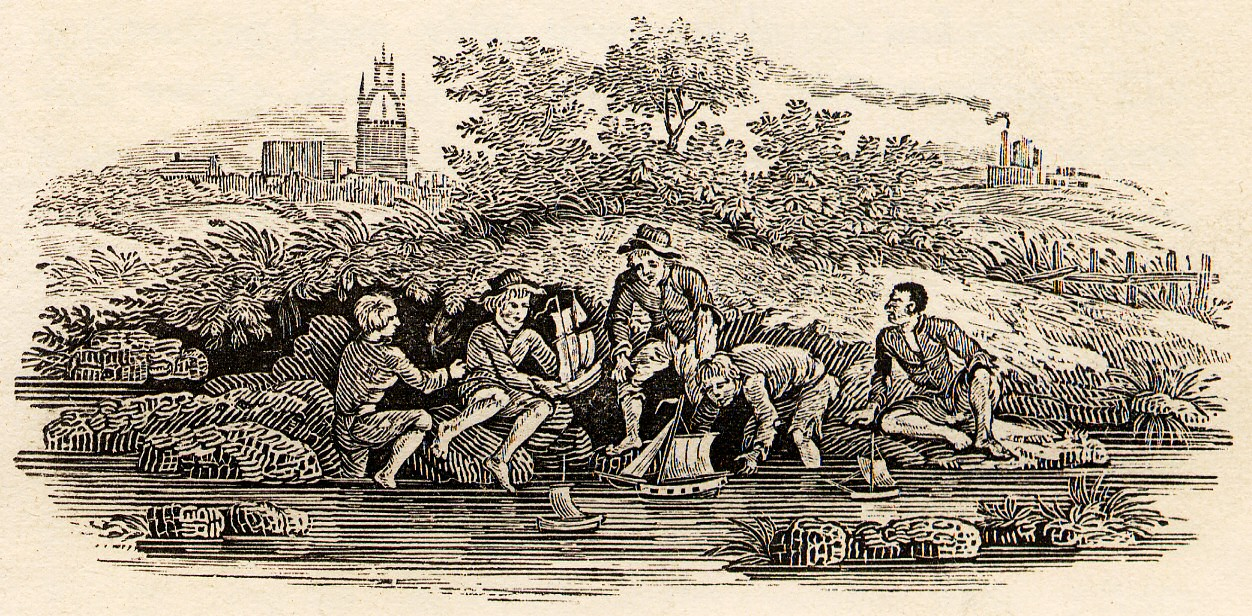
Leksaksbåtar i en å.
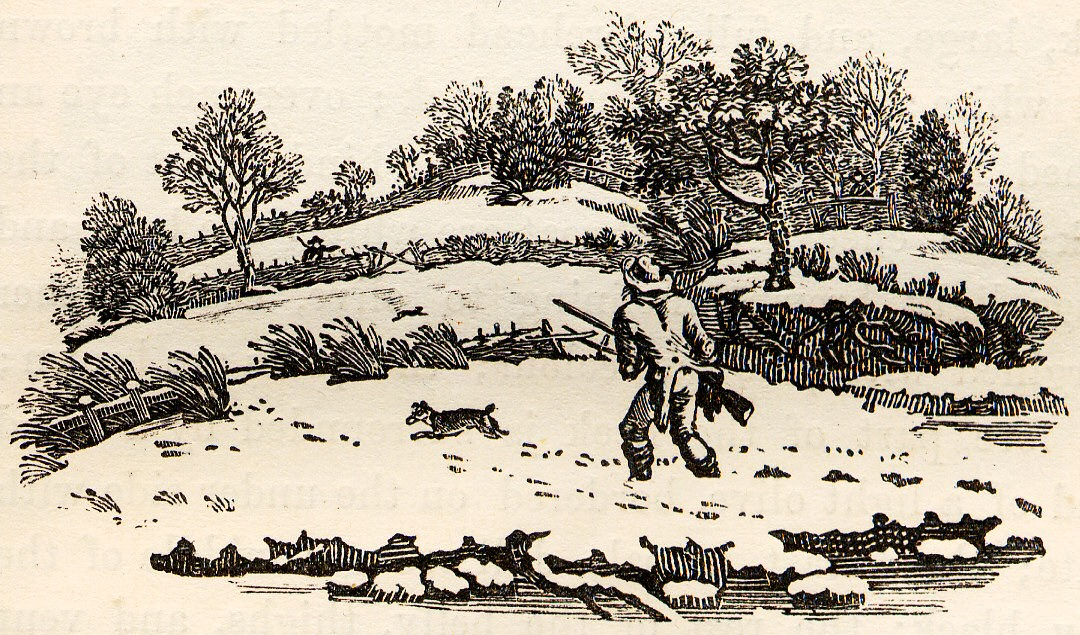
Jägare i snö.
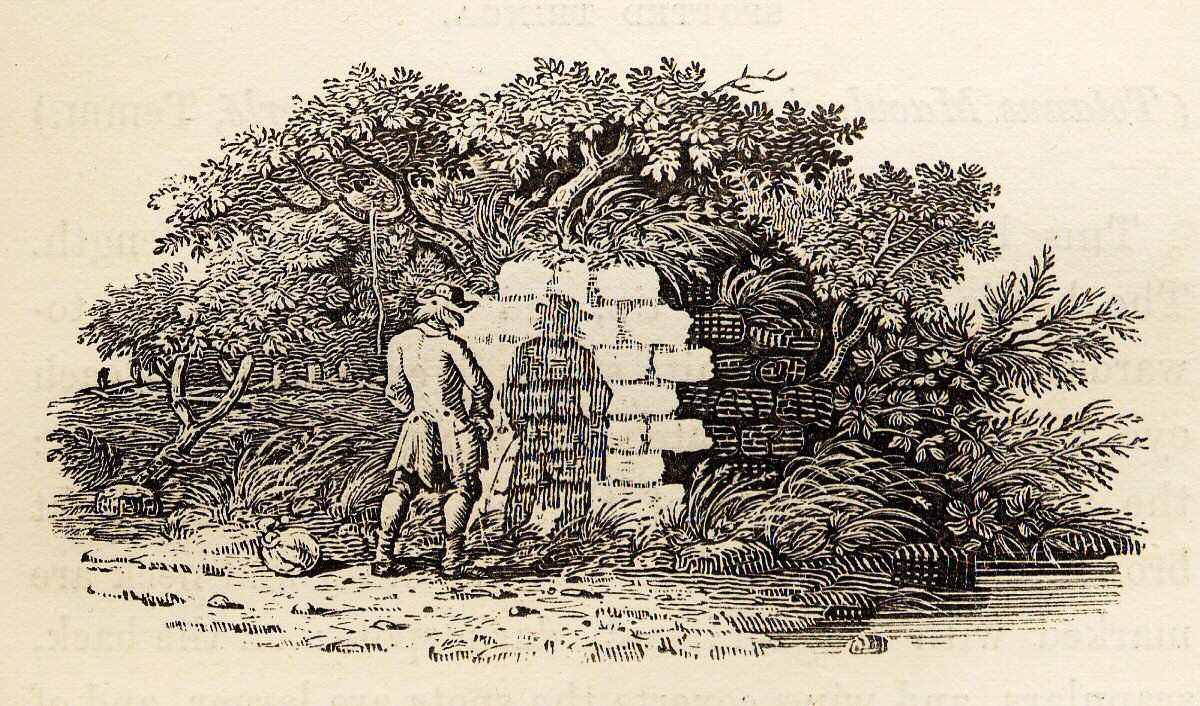
Man som pinkar mot en mur.
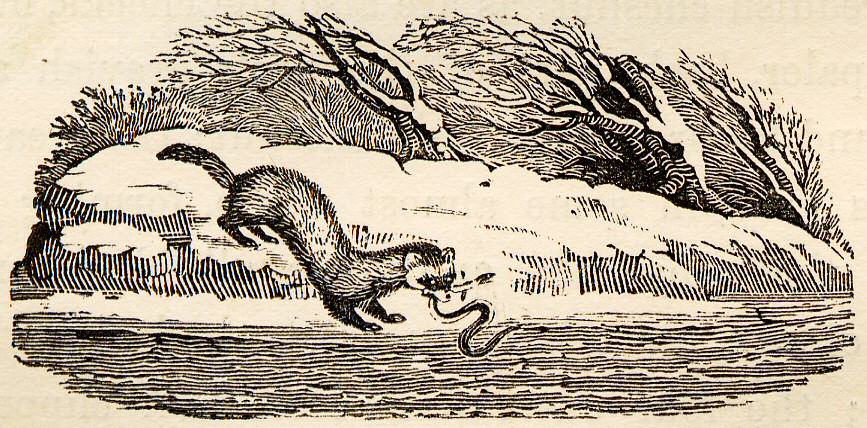
Iller som fångar ål vintertid